# Аульский плацдарм
Ау́льский плацдарм — плацдарм на правом берегу реки Днепр, захваченный войсками Степного и Юго-Западного фронта в сентябре 1943 года. Место боевой славы около посёлка Аулы (Криничанский район, Днепропетровская область, Украина).

## Захват плацдарма
В ночь с 25 на 26 сентября 1943 года передовые части 46-й армии скрытно переправились через Днепр и захватили плацдарм до 1 километра по фронту и глубиной до 700 метров.
В течение ночи с 26 на 27 сентября на плацдарм были переброшены основные силы 236 стрелковой дивизии, которые с ходу перешли в атаку, выбили противника из Сошиновки и к 5 часам утра 27 сентября овладели Церковью, расширив плацдарм до 2 км вправо до Церкви, влево до северной окраины, и углубив его до 1,5 км за н.п. Сошиновка. В течение дня дивизия вела ожесточённые бои за расширение плацдарма, отразила шесть контратак и к исходу дня оставалась на достигнутом рубеже.
В ночь с 27 на 28 сентября через Днепр переброшена 31-я стрелковая дивизия, которая начала наступать на Аулы. Это значительно облегчило положение 236 стрелковой дивизии и прикрыло её левый фланг.
28 и 29 сентября на плацдарме развернулись решающие бои. Отразив многочисленные контратаки противника к исходу 29 сентября советские войска перешли в наступление и значительно улучшили свои позиции. Однако продвижение в глубину было небольшим — около 0,5 км.
1 и 2 октября стороны особой активности не проявляли, на отдельных направлениях, велись бои за расширение плацдарма. Вся артиллерия дивизии была переправлена на правый берег Днепра. Плацдарм, завоёванный 236 стрелковой дивизией по глубине достигал около 4 км, что давало возможность в районе н.п. Сошиновка строить армейскую переправу (понтонный мост).
С 3 октября по 6 октября наши войска пытались развить наступление, но особого успеха не имели и к исходу 6 октября перешли к обороне. Площадь Аульского плацдарма составила 35 км².

## Значение плацдарма
В результате наступления с Аульского плацдарма 22 октября 1943 года был освобождён город Верхнеднепровск, а 25 октября Днепродзержинск.

## Память
В 1984 году в средней школе посёлка Аулы состоялось открытие Музея боевой славы Аульского плацдарма.